# Église de la Transfiguration-du-Seigneur de Marsillargues
Pour les articles homonymes, voir Église de la Transfiguration.
L'église de la Transfiguration-du-Seigneur de Marsillargues est une église située à Marsillargues, dans le département français de l'Hérault en région Occitanie.
L'église de Marsillargues est placée sous le patronage de la Transfiguration de Notre-Seigneur, mais elle est également connue sous le nom d'église Saint-Sauveur.

## Localisation
L'église est située sur la commune de Marsillargues.

## Historique
C'est une église en partie romane, avec une façade fin XVIIe.
Le portail de l'église est inscrit au titre des monuments historiques par arrêté du 25 janvier 1980.

## Description
Son clocher surmonté d'une gracieuse flèche ouvragée en pierre a abrité jusqu'en 1950 une des plus anciennes cloches du département datant de 1509 et classée MH. Elle fut malheureusement refondue.

## Mobilier
Est présente une huile sur toile représentant la Nativité attribuée à Charles Errard.